# Hrubov, Humenné
Hrubov este o comună slovacă, aflată în districtul Humenné din regiunea Prešov. Localitatea se află la altitudinea de 306 m deasupra n.m., se întinde pe o suprafață de 14,42 km2 și în 2017 număra 487 de locuitori.

## Istoric
Localitatea Hrubov este atestată documentar din 1478.

## Demografie
| An:                | 1994 | 2004   | 2014   | 2024   |
| ------------------ | ---- | ------ | ------ | ------ |
| Număr de persoane: | 568  | 534    | 492    | 464    |
| Diferență:         |      | −5,98% | −7,86% | −5,69% |

| An:                | 2023 | 2024   |
| ------------------ | ---- | ------ |
| Număr de persoane: | 467  | 464    |
| Diferență:         |      | −0,64% |